# Konqueror
Konqueror ist der freie Webbrowser des K Desktop Environment (abgekürzt KDE). Er kann auch als Dateimanager, FTP-Client oder Dateibetrachter eingesetzt werden.
In KDE 4 wurde Konqueror als Dateimanager von Dolphin abgelöst. Als Webbrowser blieb Konqueror zwar erhalten, die Entwicklung begann jedoch zu stagnieren. Seit 2018 gibt es Bemühungen, Konqueror als Webbrowser durch Falkon zu ersetzen.
Im Rahmen der KDE Software Compilation 4 gab es Konqueror auch für macOS und Windows. Ab der Nachfolgeversion KDE Plasma 5 hingegen gibt es kein Installationspaket für macOS und Windows mehr, welches einfach zu installieren ist, obwohl sich die gesamte Suite weiterhin unter diesen Betriebssystemen übersetzen lässt.

## Überblick

### Herkunft des Namens
Der Name Konqueror beruht auf einem Gedankenspiel ausgehend von den Namen der vorigen Generationen von Browsern: Zuerst gab es den „Navigator“ von Netscape, danach den „Erforscher“ alias Internet Explorer von Microsoft und nun den „Eroberer“ – Konqueror.
Das englische Wort wird korrekt Conqueror geschrieben. Ein K anstelle ähnlicher Laute hat sich zum Kennzeichen von KDE-Programmen entwickelt, beispielsweise auch beim Dokumentenbetrachter Okular oder der digitalen Fotoverwaltung digiKam.

### Konqueror als Webbrowser
Konqueror nutzt KHTML als Browser-Engine, deren Abspaltung WebKit auch Verwendung in Apples Webbrowser Safari und in Form der WebKit-Abspaltung Blink in Googles Chrome und Opera ab Version 15 findet. Dank QtWebKit (seit Qt 4.4) bzw. QtWebEngine (seit Qt 5.4) kann Konqueror jedoch auch die WebKit- bzw. die Blink-Portierung von Qt als Browser-Engine nutzen. Auch mit KHTML ist Konqueror ein HTML-4.01- sowie HTML-5-konformer Webbrowser mit Unterstützung für JavaScript (ECMA-262) und CSS2 & CSS3 (Cascading Style Sheets) sowie bidirektionaler Schriften wie Arabisch.
Er unterstützt den sicheren Betrieb von Java-Miniprogrammen (Applets), Netscape-Plugins für Flash, RealAudio und RealVideo sowie SSL für sichere Verbindungen. Zu den fortgeschrittenen Funktionen gehören die automatische Vervollständigung von URIs, das automatische Ausfüllen von Formularen, die Verwendung einer Rechtschreibkontrolle mit freier Sprachwahl, die Fähigkeit, Lesezeichen anderer Browser zu importieren, und die auch aus anderen Browsern bekannte Registernavigation.

### Komponentenstruktur (KParts)
Der Konqueror stellt eine Schnittstelle bereit, über die mittels KDEs KParts-Technologie zahlreiche KDE-Programme gleichsam als Komponenten (KParts) eingebettet werden können. Diese Komponenten stellen dann die eigentliche Funktionalität bereit.

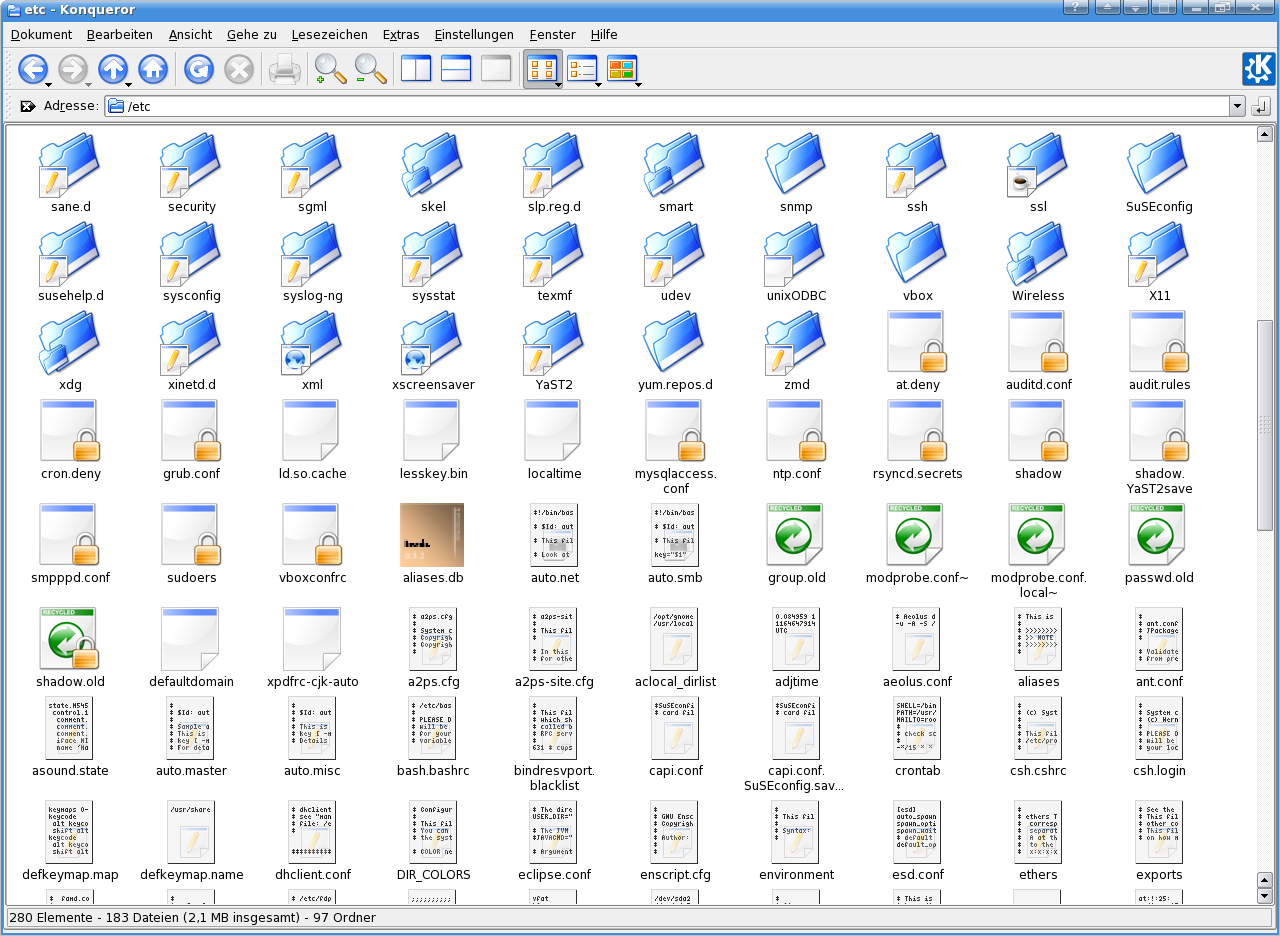
Konqueror 3.5.1 als Dateimanager

Auf diese Art und Weise stellt der Konqueror einen Dateimanager für die K Desktop Environment (KDE) mit Funktionen für die Dateiverwaltung zur Verfügung. Diese reichen u. a. von einfachen Ausschneide-/Kopier- und Einfügeoperationen bis hin zum fortgeschrittenen Durchsuchen der Datei- und Verzeichnisstruktur. Dieses ist sowohl im Netzwerk als auch lokal möglich. Verzeichnisinhalte können auf vielfältige Weise im Text- und Symbol-Anzeigemodus dargestellt werden. Dies umfasst Minibildvorschauen von Dateiinhalten. Datei- und Verzeichniseigenschaften können auf einfache Weise untersucht und verändert werden, und Programme lassen sich mit einem Klick der linken Maustaste starten.

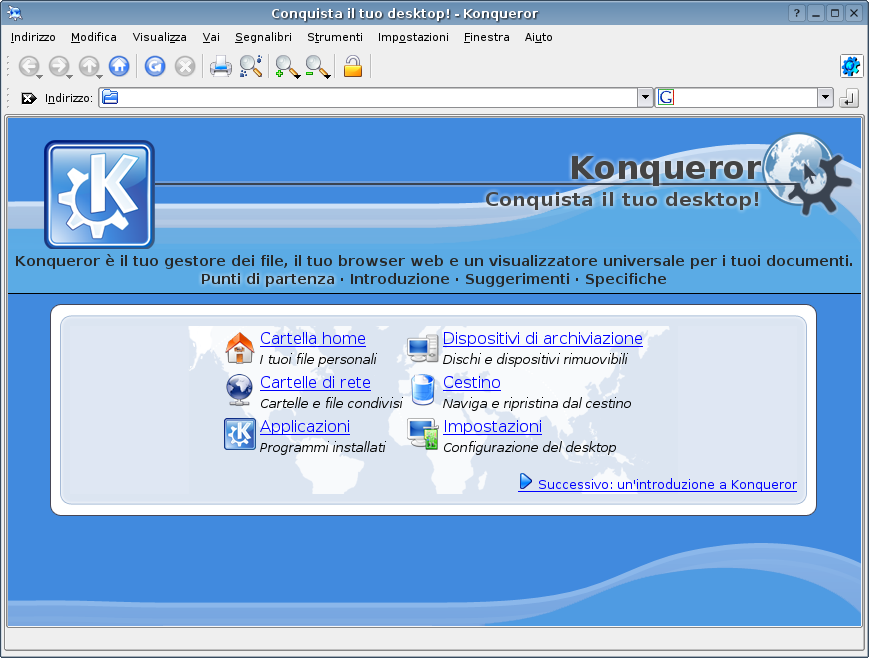
Konquerors interne Startseite verweist auf die vielfältigen Funktionen

Seit KDE 4 (in einzelnen Distributionen – zum Beispiel Kubuntu – auch früher) wurde Konqueror als Standard-Dateimanager von Dolphin abgelöst, der speziell auf Dateiverwaltung optimiert ist und von Konqueror als Komponente (KPart) für die Dateiverwaltungsfunktionalitäten genutzt wird.
Über KParts lässt sich auch WebKit zum Anzeigen (Rendern) von HTML- und SVG-Dateien einbinden, wodurch die Unterstützung von (neueren) Webstandards gebessert wird.
Konqueror ist auch ein vollwertiger FTP-Client, kann problemlos mit Windows-Freigaben umgehen (sofern Samba im System installiert ist) und Dateien mittels Secure Shell mit einem entfernten Rechner austauschen. Außerdem kann er mit seinem Cervisia-Modul automatisch auf CVS-Repositories zugreifen.
Eine hervorragende Eigenschaft von Konqueror ist die Möglichkeit, jedes Fenster oder Unterfenster zwei- oder mehrfach horizontal oder vertikal zu unterteilen. In jeden Bereich passen beliebige Inhalte. So können zum Beispiel per „Drag and Drop“ Dateien zwischen verschiedenen Maschinen verschoben oder Texte und Bilder von Websites kopiert werden.

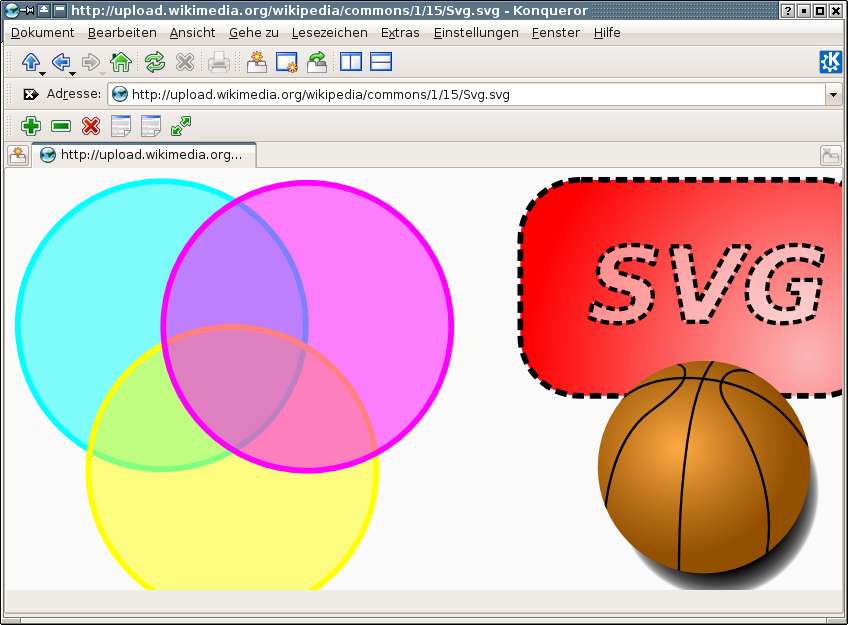
Eine SVG-Datei, in Konqueror gerendert

Der Konqueror ist ein universeller Dateibetrachter, der mittels als KPart eingebundener Betrachter Bilder und andere Dokumente verschiedenster Dateiformate darstellen kann, ohne dass man hierzu erst ein anderes Programm starten müsste. Dies wird ebenfalls durch die Einbettung von Komponenten (KParts) erreicht, die von anderen Programmen bereitgestellt werden; KView für die Betrachtung von Bildern, kdvi für die Betrachtung von DVI-Dateien, Kghostview für die Betrachtung von PostScript-Dokumenten und diverse KOffice-Anwendungen für ihre jeweiligen Dokumenttypen. Außerdem gibt es die Möglichkeit, OpenOffice.org als Engine zur Dokumentbetrachtung einzubinden, da manche Distributionen standardmäßig auf Koffice verzichten. Ab der Version 3.2 von KDE ist mit KSVG auch ein Betrachter für SVG-Dateien integriert.

### Anpassbarkeit
Konqueror ist vielfältig an die Benutzerbedürfnisse anpassbar. Dies betrifft den allgemeinen Stil, die Schrift- und Symbolgrößen, die Auswahl der in der Menüzeile angezeigten Symbole, die Anzahl und der Platz der Werkzeugleisten und die Definition neuer Tastenkürzel. Die verschiedenen Einstellungsprofile können gespeichert werden, um bei Bedarf schnell darauf zugreifen zu können.

### Kompatibilität

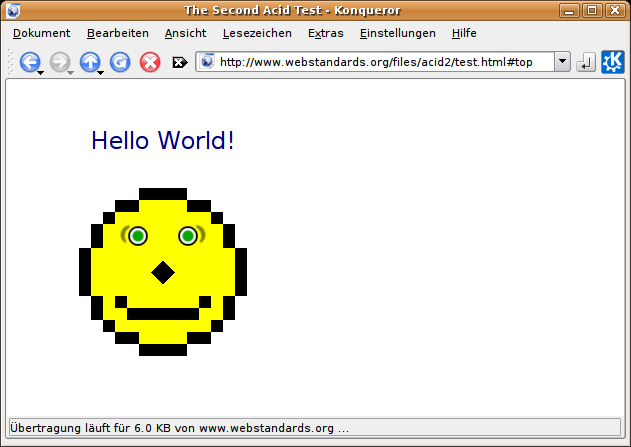
Bestandener Acid2-Test

Die KHTML-Engine des Konqueror besteht ab Version 3.5 fehlerfrei den Acid2-Browsertest. Beim Acid3-Browsertest erreicht Konqueror in Version 4.14.2 die vollen Punkte, allerdings ist der Schriftzug „YOU SHOULD NOT SEE THIS AT ALL“ in der linken oberen Ecke sichtbar.

## KIO-Slaves

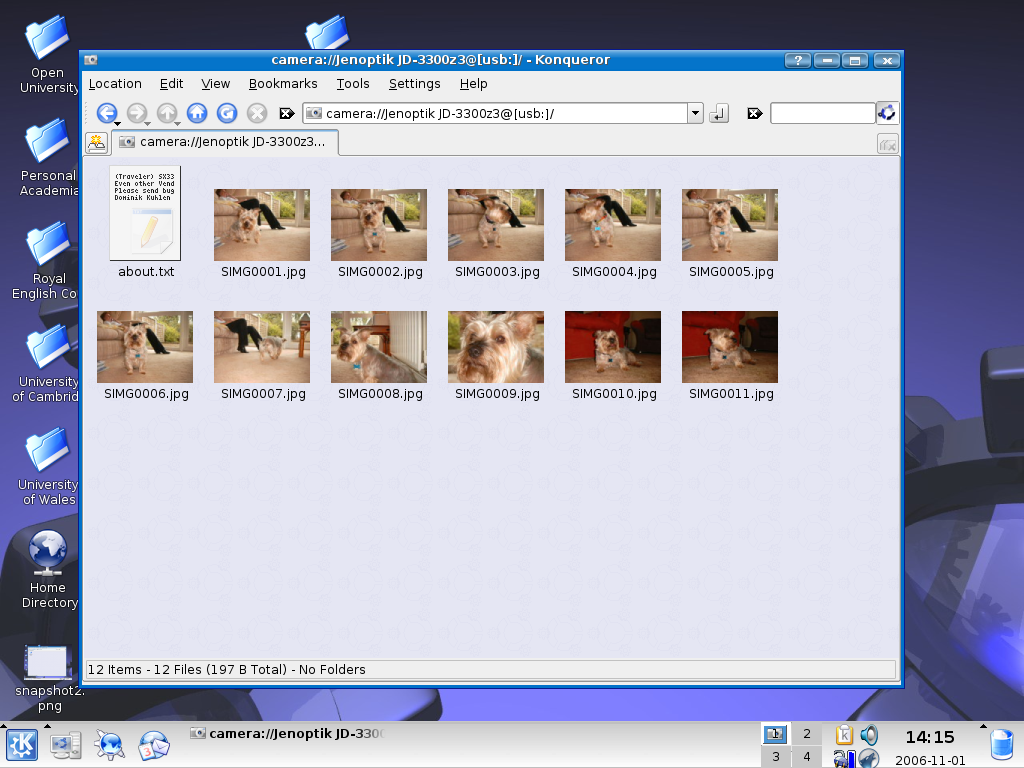
Das KIO Slave für Zugriff auf angeschlossene Digitalkameras im Betrieb (Adresspräfix camera:/)

Über bestimmte Pseudoadressen kann mittels eingebundener KIO-Slaves auf viele weitere Ressourcen neben HTTP zugegriffen werden.
Dazu können neben der Protokollangabe http:// folgende weitere Kürzel als Adresspräfixe in Konquerors Adresszeile bzw. KDEs Dateidialog eingegeben werden:
applications:/Zugriff auf installierte Programme (bietet dieselben Möglichkeiten wie das K-Menü)
apt:/Zugriff auf den APT-Cache
audiocd:/ermöglicht das Auslesen (Rippen) und Abspielen von Audio-CDs
bookmarks:/zeigt eine aus allen Lesezeichen generierte Übersichtsseite an
camera:/Zugriff auf Digitalkameras
file:/der „normale“ Dateimanager für den Zugriff auf Verzeichnisse, die sich auf dem lokalen Rechner befinden
fish://SSH-Klient
ftp://FTP-Klient (wget)
http://Webbrowser
https://Webbrowser (gesicherte Verbindung)
imap://ermöglicht den Zugriff auf IMAP-Server
imaps://ermöglicht den verschlüsselten Zugriff auf IMAP-Server
info:/InfoPage-Browser
lan://Browsen durch im LAN freigegebene Verzeichnisse
ldap://ermöglicht den Zugriff auf einen LDAP-Server (bsp.: ldap://127.0.0.1:389/ou=test, o=MeinLDAP)
ldaps://ermöglicht den Zugriff auf einen LDAP-Server (gesicherte Verbindung)
man:/Manpage-Browser
media:/(bis KDE 3.2 devices:/) zeigt alle auf dem lokalen System verfügbaren Festplatten, Partitionen und eingebundene externe Speichermedien wie zum Beispiel USB-Sticks, USB-Festplatten und diverse andere Wechseldatenträger
pop3://ermöglicht den Zugriff auf POP3-Server
pop3s://ermöglicht den sicheren Zugriff auf POP3-Server
rdp://Remotezugriff auf Windows-Systeme über das Remote Desktop Protocol
remote:/browsen in allen freigegebenen Ressourcen (lokal und im Netz)
settings:/zum Konfigurieren des Systems (Bietet dieselben Möglichkeiten wie das KDE Kontrollzentrum)
service:/(bis KDE 3.2 slp:/) SLP-Klient
sftp://SSH FTP (Sub-System von SSH, Weiterentwicklung von SCP)
smb://browsen durch mittels SMB freigegebene Verzeichnisse
svn:/Zugriff auf Subversion-Repositories
sysinfo:/Übersicht über das System und angeschlossene Laufwerke (moderne Ansicht für Arbeitsplatz)
trash:/Zugriff auf den Mülleimer
webdav://WebDAV-Klient
webdavs://WebDAV-Klient (gesicherte Verbindung)
Diese Liste ist erweiterbar durch weitere Zusatzpakete, zum Beispiel für ftps:// oder package://

### Kurzbefehle
Ein weiteres Merkmal sind die Web-Kurzbefehle (Web-Shortcuts), mit denen eine Suchmaschinenanfrage direkt aus der Adressleiste gestartet werden kann. Neben einigen voreingestellten Befehlen kann man zusätzlich auch eigene Suchbefehle erstellen.

## Geschichte
Konqueror wurde in KDE in dessen Version 2 eingeführt, welche am 23. Oktober 2000 erschien.
Darin löste Konqueror den KDE file manager (KFM) als Standard-Dateimanager ab.
In KDE 4 (veröffentlicht am 18. August 2006) wurde Konqueror als vorgegebener Dateimanager durch Dolphin ersetzt. Konqueror bietet weiterhin Dateimanagerfunktionalität, indem nun Dolphin als KPart eingebunden wird.